# Brigata Prizrak
La Brigata "Prizrak" (in russo Бригада «Призрак»?, "Brigata Fantasma"), creata da Aleksej Mozgovoj, fa parte dell'esercito della Repubblica Popolare di Lugansk. Il nome completo della brigata è "Brigata Meccanizzata Prizrak". L'unità è subordinata alla 4ª Brigata fucilieri motorizzata della 3ª Armata combinata delle guardie.

## Storia
L'unità è stata fondata alla fine del 2014, a seguito dell'occupazione di Aleksej Mozgovoj e dei suoi uomini, dell'edificio dell'ex-KGB di Alčevs'k, durante l'insurrezione popolare nell'est Ucraina in opposizione all'Euromaidan.
Dall'iniziale grandezza di un plotone è diventata un battaglione nell'agosto 2014 in quanto il numero di combattenti è cresciuto fino a 1 000. Il comandante della Brigata, Aleksej Mozgovoj, dichiarò nel dicembre 2014 di avere 3 000 combattenti. Mozgovoj è stato ucciso in un attacco con IED e armi da fuoco il 23 maggio 2015 insieme alle sue guardie del corpo, nonostante fosse sopravvissuto ad una simile imboscata due mesi prima della sua morte. Una unità di sabotatori dell'esercito ucraino chiamato "Ombre" ha rivendicato entrambi gli attacchi, sebbene non sia ancora stata accertata tale responsabilità. Nel 2016, la formazione è stata inserita nella 4ª Brigata fucilieri motorizzata del 2º Corpo d'armata di Lugansk, diventando il 14º Battaglione fucilieri motorizzato "Prizrak".
Il 24 ottobre 2020 Aleksej Markov "Dobrij", leader politico e militare del gruppo dopo l'assassinio di Aleksej Mozgovoj, è morto in un incidente stradale.
Nel luglio 2023, il comandante del battaglione, il maggiore Artur Bogačenko, è stato ucciso nelle battaglie vicino a Kliščiїvka.

## Caratteristiche e composizione
L'obiettivo dichiarato della Brigata Prizrak è quello di essere un'organizzazione militare e politica di stampo socialista. La maggior parte dei membri della Prizrak viene dall'est Ucraina e dalla Russia, anche se, per via della sua attività politica ha attirato un discreto numero di combattenti occidentali legati al mondo dell'estrema sinistra anarchica e comunista dalla Spagna, Italia, Cile, Francia, Germania, Stati Uniti, Brasile e Regno Unito.
Le attività militari primarie includono la ricognizione del campo di battaglia, il sabotaggio, l'assalto e altre attività di intelligence. Le attività politiche includono la promozione delle politiche socialiste, attività di commemorazione del periodo sovietico, attività di promozione elettorale e di promozione dei progetti di assistenza sociale ad Alčevs'k, Kirovs'k, Brjanka e Doneckij.
Nel 2015 è stata trasformata nel 14º Battaglione di difesa territoriale.

## Operazioni militari
Nei primi mesi del 2015, durante la battaglia di Debal'ceve la Brigata Prizrak ha condotto missioni di ricognizione che includevano lo sminamento, raccolta informazioni per la correzione di fuoco dell'artiglieria e azioni contro i blindati. L'unità d'artiglieria "Brjanka URSS", interna alla brigata e creata nella città di Brjanka (oblast' di Luhans'k), è stata impiegata per colpire le postazioni ucraine.